# Atarba thowla
Atarba thowla är en tvåvingeart som beskrevs av Günther Theischinger 1994. Atarba thowla ingår i släktet Atarba och familjen småharkrankar. Inga underarter finns listade i Catalogue of Life.